# Anneke Wills

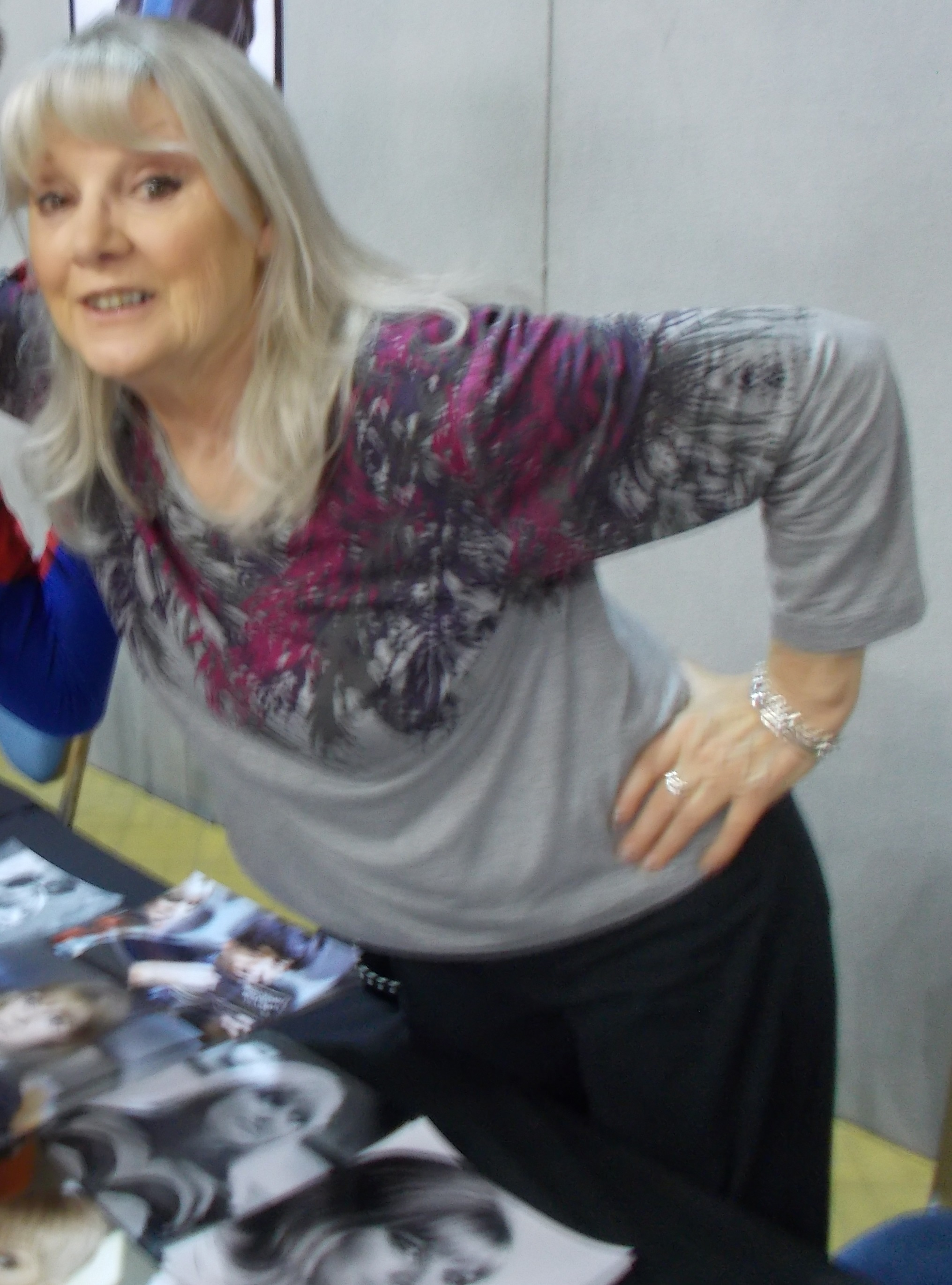
Anneke Wills, 2016

Anneke Wills (* 20. Oktober 1941 in Berkshire) ist eine britische Schauspielerin.

## Leben
Wills wurde von ihrer Mutter großgezogen. Ihr Vater hatte Spielschulden und ist dann nach Südafrika verschwunden. Ihr Filmdebüt hatte Wills im Alter von zehn Jahren in Child's Play. Vier Jahre später absolviert sie ihre Schauspielausbildung an der Arts Educational Drama School. International bekannt wurde sie durch die Fernsehserie Doctor Who. Dort spielte sie Polly Wright, eine Begleiterin des ersten und zweiten Doktors. Sie entschied sich 1967 aus der Serie auszusteigen, da sie sich mehr um ihre beiden Kinder kümmern wollte, die sie während der Dreharbeiten für Doctor Who nur wenig sehen konnte. Von 1969 bis 1970 stellte sie Evelyn McLean in 16 Folgen der Fernsehserie Strange Report dar. In den 1970er Jahren beendete Wills ihre Schauspielkarriere, um ihre Kinder groß zu ziehen. Seit den 2000er Jahren spricht Anneke Wills Polly erneut in den Big Finish Hörspielen von Doctor Who.

### Privatleben
Wills kam durch ihre Schauspielkarriere schon früh mit anderen bekannten Personen in Kontakt. So verliebte sich in den Sänger und Schauspieler Anthony Newley. Von diesem wurde sie gleich zweimal schwanger, trieb jedoch das erste Kind ab. Newley verließ Wills, um mit Joan Collins eine Beziehung zu führen. Dann heiratete Wills Michael Gough. Das Paar trennte sich und Wills heiratete zwei weitere Männer. Wills hat einen Sohn und eine Tochter. Ihre Tochter starb 1982 bei einem Autounfall.

## Filmografie (Auswahl)
- 1954: Child's Play
- 1955: The Blakes (Miniserie, 4 Folgen)
- 1957: The Railway Children (Fernsehserie, 8 Folgen)
- 1959: Don't Tell Father (Fernsehserie, 2 Folgen)
- 1960: Emergency-Ward 10 (Fernsehserie, 2 Folgen)
- 1960: Probation Officer (Fernsehserie, 2 Folgen)
- 1960: The Strange World of Gurney Slade (Fernsehserie, 2 Folgen)
- 1962: Candidate for Murder
- 1962: Some People
- 1963–1967: Mit Schirm, Charme und Melone (The Avengers; Fernsehserie, 2 Folgen)
- 1964: Das Beste ist grad' gut genug (Nothing But the Best)
- 1965: Die Goldpuppen (The Pleasure Girls)
- 1966: Simon Templar (The Saint; Fernsehserie, 1 Folge)
- 1966–1967: Doctor Who (Fernsehserie, 36 Folgen)
- 1969–1970: Spezialauftrag (Strange Report; Fernsehserie, 16 Folgen)
- 2013: Ein Abenteuer in Raum und Zeit (An Adventure in Space and Time)